# 芽室町
芽室町（めむろちょう）は、北海道河西郡にある町。町名は、アイヌ語の「メム・オロ・ペッ」（泉から流れている川）に由来している。

## 地理
芽室町は十勝平野の西部に位置しており、東南部は帯広市、西北部は清水町、音更町、鹿追町に接している。町の西部は日高山脈に由来する山岳地帯となっており、日高山脈襟裳十勝国立公園に指定されている。
- 山：帯広岳（1,089 m）、妙敷山（1,731 m）、伏美岳（1,792 m） 、トムラウシ山（1,477 m）、ピパイロ岳（1,917 m）、芽室岳（1,754 m）、久山岳（1,411 m）、剣山（1,205 m）
- 河川：十勝川、帯広川、美生川、ピウカ川、芽室川
- ダム・湖沼：伏美湖、美生湖（美生ダム）

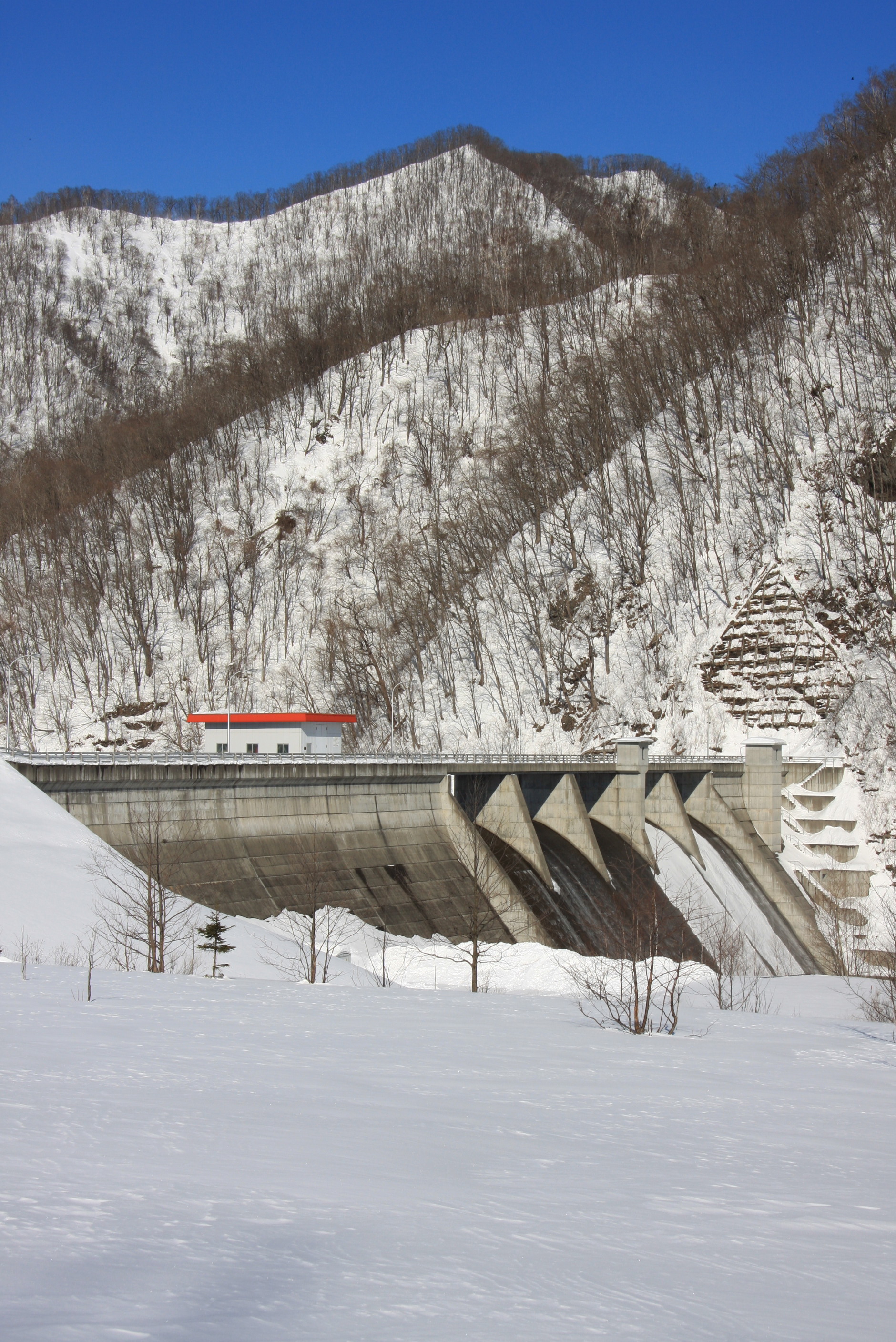
美生ダム（2013年1月）

### 人口
人口は十勝圏からの流入や2002年度（平成14年度）から始まった東芽室地区の宅地開発などにより、増加傾向となっていたが、近年では減少傾向にある。2015年（平成27年）の国勢調査による人口は、前回調査から421人の減となっている。
| |                                        |  |
| 芽室町と全国の年齢別人口分布（2005年） | 芽室町の年齢・男女別人口分布（2005年） |  |
| ■紫色 ― 芽室町 ■緑色 ― 日本全国 | ■青色 ― 男性 ■赤色 ― 女性              |  |
| 芽室町（に相当する地域）の人口の推移 \| 1970年（昭和45年） \| 15,571人 \| \| \| 1975年（昭和50年） \| 15,845人 \| \| \| 1980年（昭和55年） \| 16,580人 \| \| \| 1985年（昭和60年） \| 16,731人 \| \| \| 1990年（平成2年） \| 16,577人 \| \| \| 1995年（平成7年） \| 16,604人 \| \| \| 2000年（平成12年） \| 17,586人 \| \| \| 2005年（平成17年） \| 18,300人 \| \| \| 2010年（平成22年） \| 18,897人 \| \| \| 2015年（平成27年） \| 18,484人 \| \| \| 2020年（令和2年） \| 18,048人 \| \| |                                        |  |
| 総務省統計局 国勢調査より |                                        |  |
| 1970年（昭和45年） | 15,571人                               |  |
| 1975年（昭和50年） | 15,845人                               |  |
| 1980年（昭和55年） | 16,580人                               |  |
| 1985年（昭和60年） | 16,731人                               |  |
| 1990年（平成2年） | 16,577人                               |  |
| 1995年（平成7年） | 16,604人                               |  |
| 2000年（平成12年） | 17,586人                               |  |
| 2005年（平成17年） | 18,300人                               |  |
| 2010年（平成22年） | 18,897人                               |  |
| 2015年（平成27年） | 18,484人                               |  |
| 2020年（令和2年） | 18,048人                               |  |

## 気候
ケッペンの気候区分によると、芽室町は湿潤大陸性気候に属する。寒暖の差が大きく気温の年較差、日較差が大きい顕著な大陸性気候である。降雪量が多く、豪雪地帯に指定されている。冬季は-25℃を下回る気温が観測されることが珍しくなく、寒さが厳しい。また、2025年（令和7年）2月4日の6時間降雪量が87 cmに達し、統計開始以来、全国最多記録となった（令和7年の大雪も参照）。
| 芽室（1991年 - 2020年）の気候      | 芽室（1991年 - 2020年）の気候 | 芽室（1991年 - 2020年）の気候 | 芽室（1991年 - 2020年）の気候 | 芽室（1991年 - 2020年）の気候 | 芽室（1991年 - 2020年）の気候 | 芽室（1991年 - 2020年）の気候 | 芽室（1991年 - 2020年）の気候 | 芽室（1991年 - 2020年）の気候 | 芽室（1991年 - 2020年）の気候 | 芽室（1991年 - 2020年）の気候 | 芽室（1991年 - 2020年）の気候 | 芽室（1991年 - 2020年）の気候 | 芽室（1991年 - 2020年）の気候 |
| 月                                 | 1月                           | 2月                           | 3月                           | 4月                           | 5月                           | 6月                           | 7月                           | 8月                           | 9月                           | 10月                          | 11月                          | 12月                          | 年                            |
| ---------------------------------- | ----------------------------- | ----------------------------- | ----------------------------- | ----------------------------- | ----------------------------- | ----------------------------- | ----------------------------- | ----------------------------- | ----------------------------- | ----------------------------- | ----------------------------- | ----------------------------- | ----------------------------- |
| 最高気温記録 °C （°F）             | 8.2 (46.8)                    | 11.7 (53.1)                   | 16.5 (61.7)                   | 30.7 (87.3)                   | 38.1 (100.6)                  | 36.3 (97.3)                   | 37.7 (99.9)                   | 36.8 (98.2)                   | 33.2 (91.8)                   | 28.0 (82.4)                   | 20.7 (69.3)                   | 14.9 (58.8)                   | 38.1 (100.6)                  |
| 平均最高気温 °C （°F）             | −2.2 (28)                     | −1.1 (30)                     | 3.7 (38.7)                    | 11.4 (52.5)                   | 17.7 (63.9)                   | 21.1 (70)                     | 24.1 (75.4)                   | 25.1 (77.2)                   | 21.6 (70.9)                   | 15.4 (59.7)                   | 7.8 (46)                      | 0.4 (32.7)                    | 12.1 (53.8)                   |
| 日平均気温 °C （°F）               | −8.3 (17.1)                   | −7.3 (18.9)                   | −1.6 (29.1)                   | 5.3 (41.5)                    | 11.2 (52.2)                   | 15.0 (59)                     | 18.7 (65.7)                   | 19.8 (67.6)                   | 16.1 (61)                     | 9.4 (48.9)                    | 2.6 (36.7)                    | −4.9 (23.2)                   | 6.3 (43.3)                    |
| 平均最低気温 °C （°F）             | −15.9 (3.4)                   | −15.4 (4.3)                   | −7.9 (17.8)                   | −0.6 (30.9)                   | 5.0 (41)                      | 10.0 (50)                     | 14.5 (58.1)                   | 15.7 (60.3)                   | 11.3 (52.3)                   | 3.7 (38.7)                    | −2.6 (27.3)                   | −11.3 (11.7)                  | 0.5 (32.9)                    |
| 最低気温記録 °C （°F）             | −29.9 (−21.8)                 | −31.3 (−24.3)                 | −27.6 (−17.7)                 | −15.6 (3.9)                   | −4.2 (24.4)                   | −0.1 (31.8)                   | 4.5 (40.1)                    | 6.0 (42.8)                    | 0.1 (32.2)                    | −4.8 (23.4)                   | −17.4 (0.7)                   | −26.0 (−14.8)                 | −31.3 (−24.3)                 |
| 降水量 mm （inch）                 | 43.5 (1.713)                  | 31.7 (1.248)                  | 48.3 (1.902)                  | 60.9 (2.398)                  | 82.8 (3.26)                   | 83.0 (3.268)                  | 111.8 (4.402)                 | 152.8 (6.016)                 | 150.6 (5.929)                 | 90.1 (3.547)                  | 61.7 (2.429)                  | 54.6 (2.15)                   | 971.6 (38.252)                |
| 降雪量 cm （inch）                 | 99 (39)                       | 81 (31.9)                     | 83 (32.7)                     | 18 (7.1)                      | 1 (0.4)                       | 0 (0)                         | 0 (0)                         | 0 (0)                         | 0 (0)                         | 0 (0)                         | 19 (7.5)                      | 93 (36.6)                     | 396 (155.9)                   |
| 平均降水日数 （≥1.0 mm）           | 6.1                           | 5.2                           | 7.2                           | 8.3                           | 9.3                           | 9.1                           | 10.9                          | 11.3                          | 11.2                          | 8.8                           | 7.8                           | 6.8                           | 101.9                         |
| 平均月間日照時間                   | 152.3                         | 156.6                         | 202.5                         | 189.9                         | 181.8                         | 143.3                         | 119.5                         | 122.6                         | 140.0                         | 161.8                         | 147.7                         | 136.7                         | 1,854.8                       |
| 出典1：Japan Meteorological Agency |                               |                               |                               |                               |                               |                               |                               |                               |                               |                               |                               |                               |                               |
| 出典2：気象庁                      |                               |                               |                               |                               |                               |                               |                               |                               |                               |                               |                               |                               |                               |

## 歴史
「めむろの歴史」参照。

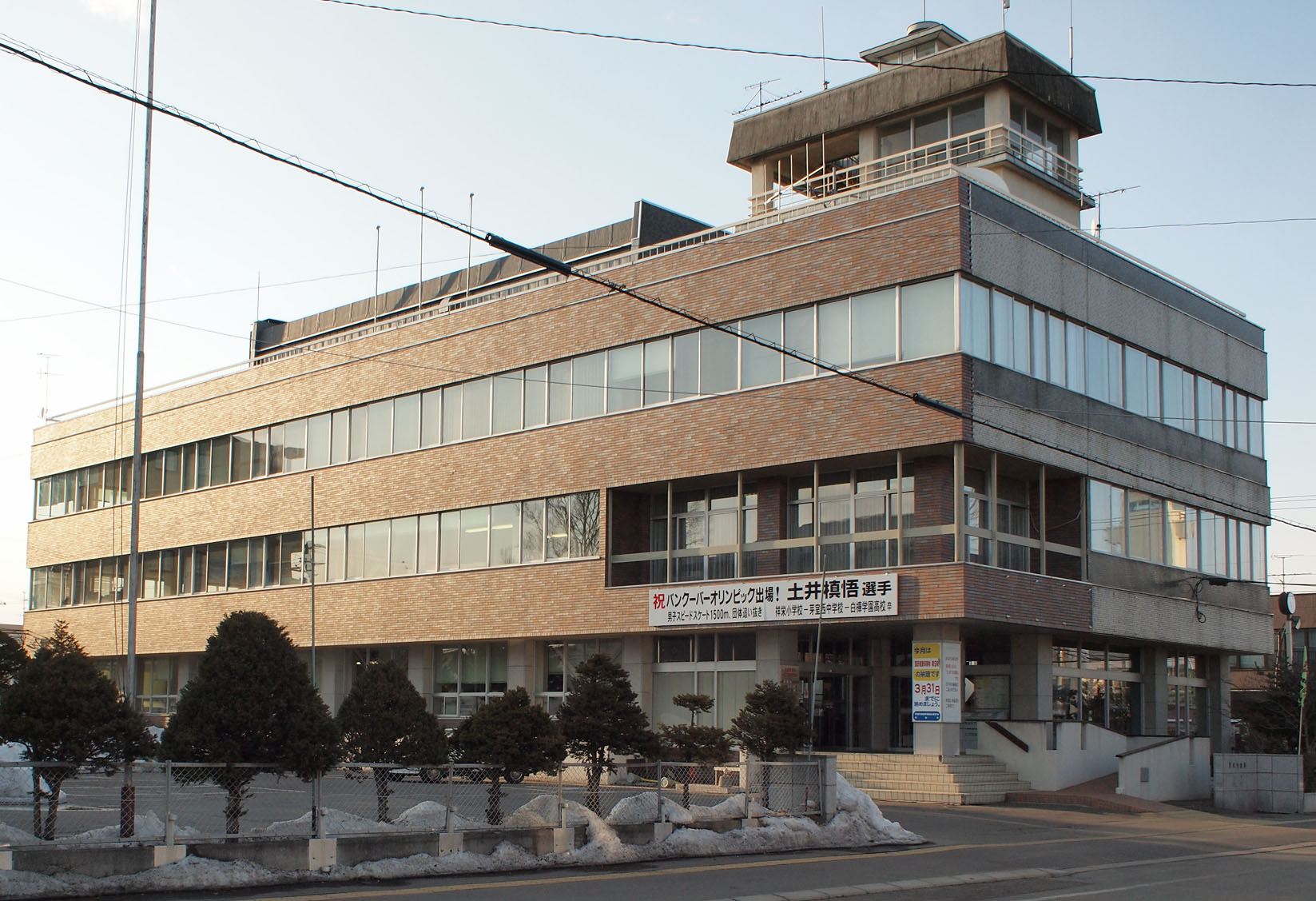
旧芽室町役場（2010年）

- 1886年（明治19年）：鈴木銃太郎、渡辺勝、高橋利八が芽室に入植。
- 1893年（明治26年）：下帯広に河西・河東・上川3郡各村戸長役場設置。
- 1897年（明治30年）：下帯広に河西外6郡役所設置。河西支庁（後の十勝支庁、現在の十勝総合振興局）と改称。
- 1900年（明治33年）：芽室外6カ村戸長役場（6カ村は西士狩、美蔓、美生、羽帯、人舞、屈足）設置。
- 1903年（明治36年）：人舞（現在の清水町）、屈足（現在の新得町）を分割。
- 1906年（明治39年）：北海道2級町村制施行し、芽室村となる。
- 1907年（明治40年）：十勝線が全線開通し、芽室駅開設。
- 1915年（大正05年）：伏古村が分割し、帯広町（現在の帯広市）と芽室村に編入。
- 1919年（大正08年）：北海道1級町村制施行。村章制定。
- 1921年（大正10年）：羽帯村、芽室村の一部を御影村に分割。
- 1935年（昭和10年）：帝国製麻芽室工場操業開始（1968年閉鎖）。
- 1940年（昭和15年）：村立芽室診療所（現在の公立芽室病院）開設。
- 1942年（昭和17年）：町制施行し、芽室町となる。
- 1953年（昭和28年）：字地番改正[注 1]。
- 1958年（昭和33年）：清水町上芽室地区の106戸を編入。
- 1959年（昭和34年）：農林省北海道農業試験場畑作部（現農業・食品産業技術総合研究機構北海道農業研究センター芽室研究拠点）設置[5]。
- 1960年（昭和35年）：北海道立農業試験場十勝支場（現在の北海道立総合研究機構農業研究本部十勝農業試験場）が帯広市から移転[6]。
- 1961年（昭和36年）：ホクレン合理化澱粉工場操業開始（2001年閉鎖）。
- 1964年（昭和39年）：市街地で大規模な火災発生（芽室大火）。
- 1970年（昭和45年）：日本甜菜製糖芽室製糖工場（1977年に日本甜菜製糖芽室製糖所と改称）操業開始。
- 1971年（昭和46年）：新嵐山スキー場（メムロスキー場）オープン。
- 1975年（昭和50年）：国民宿舎「新嵐山荘」オープン。
- 1978年（昭和53年）：芽室町総合体育館完成。
- 1979年（昭和54年）：町の花（ミズバショウとエゾムラサキツツジ）・木（カシワ）・鳥（カッコウ）指定。
- 1981年（昭和56年）：芽室町中央公民館完成。
- 1987年（昭和62年）：広尾郡広尾町と「うみとやまのふれあい宣言」。『発祥の地杯全国ゲートボール大会』初開催。
- 1989年（平成元年）：芽室町図書館開館。アメリカ合衆国カリフォルニア州トレーシー市と「姉妹都市」提携。
- 1990年（平成02年）：芽室町温水プール完成。
- 1993年（平成05年）：帯広圏（帯広市・音更町・芽室町・幕別町）が「地方拠点都市地域」指定[7]。
- 1995年（平成07年）：芽室町保健福祉センター完成。道東自動車道（道東道）芽室IC供用開始。
- 1996年（平成08年）：芽室町健康プラザ完成。
- 1998年（平成10年）：芽室町ふるさと交流センター「やまなみ」完成。めむろ駅前プラザ「めむろーど」オープン。
- 1999年（平成11年）：美生ダム竣工。『開町100年記念式典』挙行。新町章・町旗制定。芽室町ふるさと歴史館「ねんりん」オープン。
- 2002年（平成14年）：芽室町100%出資による「めむろ新嵐山株式会社」設立。
- 2003年（平成15年）：帯広広尾自動車道（帯広広尾道）芽室帯広IC供用開始。
- 2005年（平成17年）：「公共サービスパートナー制度」開始。
- 2006年（平成18年）：岐阜県揖斐郡揖斐川町と「友好都市」提携。
- 2007年（平成19年）：「芽室町自治基本条例」制定。
- 2008年（平成20年）：明治乳業（現在の明治）十勝工場操業開始。
- 2009年（平成21年）：『全国健康福祉祭ゲートボール大会』開催。
- 2012年（平成24年）：ブラジルゲートボール連合と「親善交流協力協定」締結。
- 2016年（平成28年）：十勝圏域6消防本部を統合したとかち広域消防事務組合業務開始。めむろ子どもセンター「あいりす」完成。相次ぐ台風（平成28年台風第10号など）の上陸による大雨で多くの被害発生[8]。
- 2018年（平成30年）：みなみっ子児童館、ひだまり保育所が完成
- 2021年（令和3年）1月6日：芽室町役場新庁舎供用開始[9]
- 2023年（令和5年）：めむろスキー場などを運営してきた第三セクター「めむろ新嵐山」が営業終了[10]。

## 姉妹都市・友好都市
姉妹都市
- トレイシー市（アメリカ合衆国カリフォルニア州）
  - 1989年（平成元年）8月5日提携

友好都市
- 広尾町（北海道広尾郡）
  - 1987年（昭和62年）7月26日「うみとやまのふれあい宣言」
- 揖斐川町（岐阜県揖斐郡）
  - 2006年（平成18年）5月27日提携

## 行政
役場
- 芽室町役場
  - 上美生出張所

歴代首長
| 歴代 | 氏名         | 就任年月                          |
| 戸長 | 戸長         | 戸長                              |
| ---- | ------------ | --------------------------------- |
| 1代  | 塩田源蔵     | 1900年（明治33年）7月             |
| 2代  | 田中幸次郎   | 1903年（明治36年）11月            |
| 村長 |              |                                   |
| 3代  | 飯田九太郎   | 1906年（明治39年）4月             |
| 4代  | 天野剛       | 1917年（大正6年）12月             |
| 5代  | 飯田九太郎   | 1919年（大正8年）6月              |
| 6代  | 池田精一     | 1923年（大正12年）6月             |
| 7代  | 大村壬作     | 1925年（大正14年）7月             |
| 8代  | 諸戸義久     | 1927年（昭和2年）11月             |
| 町長 |              |                                   |
|      | 諸戸義久     | 1942年（昭和17年）5月             |
| 9代  | 大村捷三     | 1947年（昭和22年）4月             |
| 10代 | 長谷川庄三郎 | 1967年（昭和42年）5月             |
| 11代 | 中原孝一     | 1970年（昭和45年）7月山口県出身。 |
| 12代 | 鈴木三智男   | 1986年（昭和61年）7月             |
| 13代 | 常山誠       | 1994年（平成6年）7月              |
| 14代 | 宮西義憲     | 2006年（平成18年）7月             |
| 15代 | 手島旭       | 2018年（平成30年）7月             |

## 議会
- 議員定数：16人
- 議会
  - 定例会議（3月・6月・9月・12月）
  - 臨時会議
- 委員会
  - 常任委員会
    - 総務経済常任委員会
    - 厚生文教常任委員会

  - 議会運営委員会
  - 特別委員会

## 官公署
国の機関
- 農林水産省
  - 林野庁北海道森林管理局十勝西部森林管理署芽室森林事務所
- 国土交通省
  - 北海道開発局帯広開発建設部十勝管理ステーション

道の機関
- 十勝総合振興局南部耕地出張所

国立研究開発法人
- 農業・食品産業技術総合研究機構北海道農業研究センター芽室研究拠点[12]

地方独立行政法人
- 北海道立総合研究機構農業研究本部十勝農業試験場

## 公共施設
- 芽室町中央公民館
- 芽室町図書館
- 芽室町健康プラザ
- 芽室町保健福祉センター「あいあい21」
- 芽室町ふれあい交流館
- 芽室町勤労青少年ホーム
- めむろ子どもセンター「あいりす」
- めむろ西子どもセンター「みらい」
- 芽室町ふるさと歴史館「ねんりん」
- 芽室町集団研修施設「かっこう」
- 芽室町総合体育館
- 芽室町サッカー場
- 芽室町温水プール
- 東工産業振興センター
- 芽室町ふるさと交流センター「やまなみ」
- 上伏古地区生活改善センター
- 上美生農村環境改善センター
- 上芽室農業研修センター
- 渋山地区林業研修センター
- 町営光勇牧場
- 町営嵐山牧場
- 芽室町斎場
- 芽室霊園

## 公的機関
警察
- 帯広警察署芽室交番、上美生駐在所

消防
- とかち広域消防事務組合芽室消防署

病院
- 公立芽室病院

コミュニティ放送
- エフエムおびひろ (FM-JAGA)
- おびひろ市民ラジオ (FM WING)

## 教育機関
高等学校
- 北海道芽室高等学校（道立）
- 白樺学園高等学校（私立）

中学校
- 芽室町立芽室中学校
- 芽室町立芽室西中学校
- 芽室町立上美生中学校

小学校
- 芽室町立芽室小学校
- 芽室町立芽室南小学校
- 芽室町立芽室西小学校
- 芽室町立上美生小学校

認定こども園
- 芽室幼稚園

保育園・保育所
- 上美生保育所
- ひだまり保育所
- めむろかしわ保育園
- めむろてつなん保育所

幼稚園
- 北明やまざと幼稚園

学校教育以外の施設
- 芽室自動車学校

## 経済・産業
芽室町の農業は肥沃な大地と気候条件に恵まれているため、畑作を中心とした大規模経営を行っている。芽室町を代表する作物の小麦、馬鈴薯（ジャガイモ）、小豆、てん菜、スイートコーン（トウモロコシ）は、北海道を代表する作物でもあり、これらの作付面積や収穫量は北海道でトップクラスとなっている。近年はナガイモやゴボウなどの根菜類を中心とする野菜の作付が増える傾向にある。
工業は地理的な物流条件の良さや帯広市に隣接しているという立地条件を活かし、農産物などの地場資源を活用した食料品製造業を中心に企業が進出しており、工業団地（芽室東工業団地）には約230社の企業が立地している。

### 組合
- 芽室町農業協同組合（JAめむろ）[15]
- 十勝広域森林組合

### 商業施設
- 福原（アークスグループ）
  - フクハラ芽室店
- ダイイチ（セブン&アイグループ）
  - めむろ店
- ホクレン商事
  - エーコープめむろ店

### 金融機関
- 北海道銀行芽室支店
- 帯広信用金庫芽室支店
- JAバンク北海道（北海道信用農業協同組合連合会）JAめむろ本所

### 郵便局
- 芽室郵便局（集配局）
- 上美生郵便局
- 美生郵便局
- 芽室麻生簡易郵便局

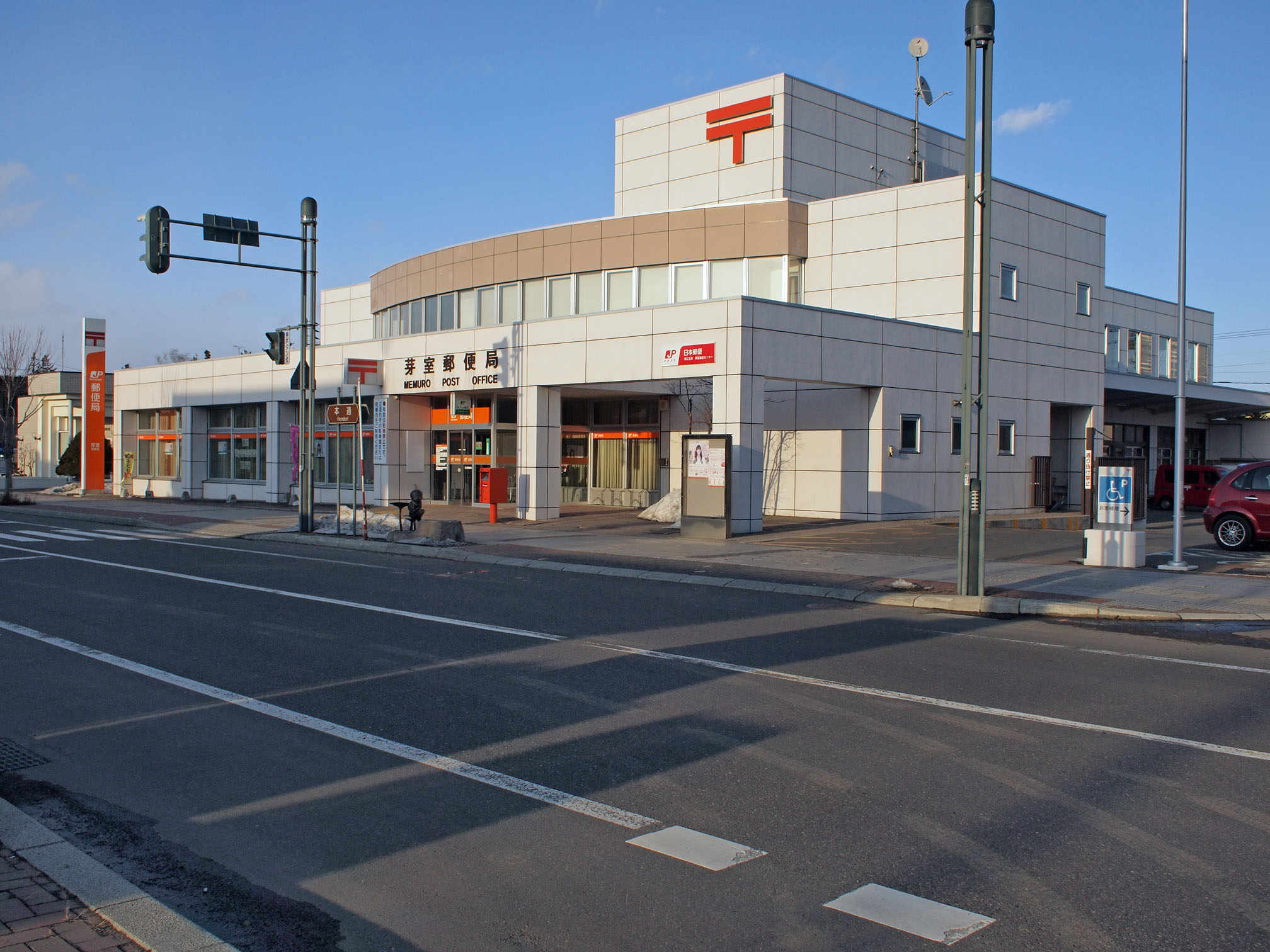
芽室郵便局（2010年3月）

### 宅配便
- ヤマト運輸道東主管支店
  - 芽室センター
- 佐川急便帯広営業所（所在地は帯広市）

## 交通

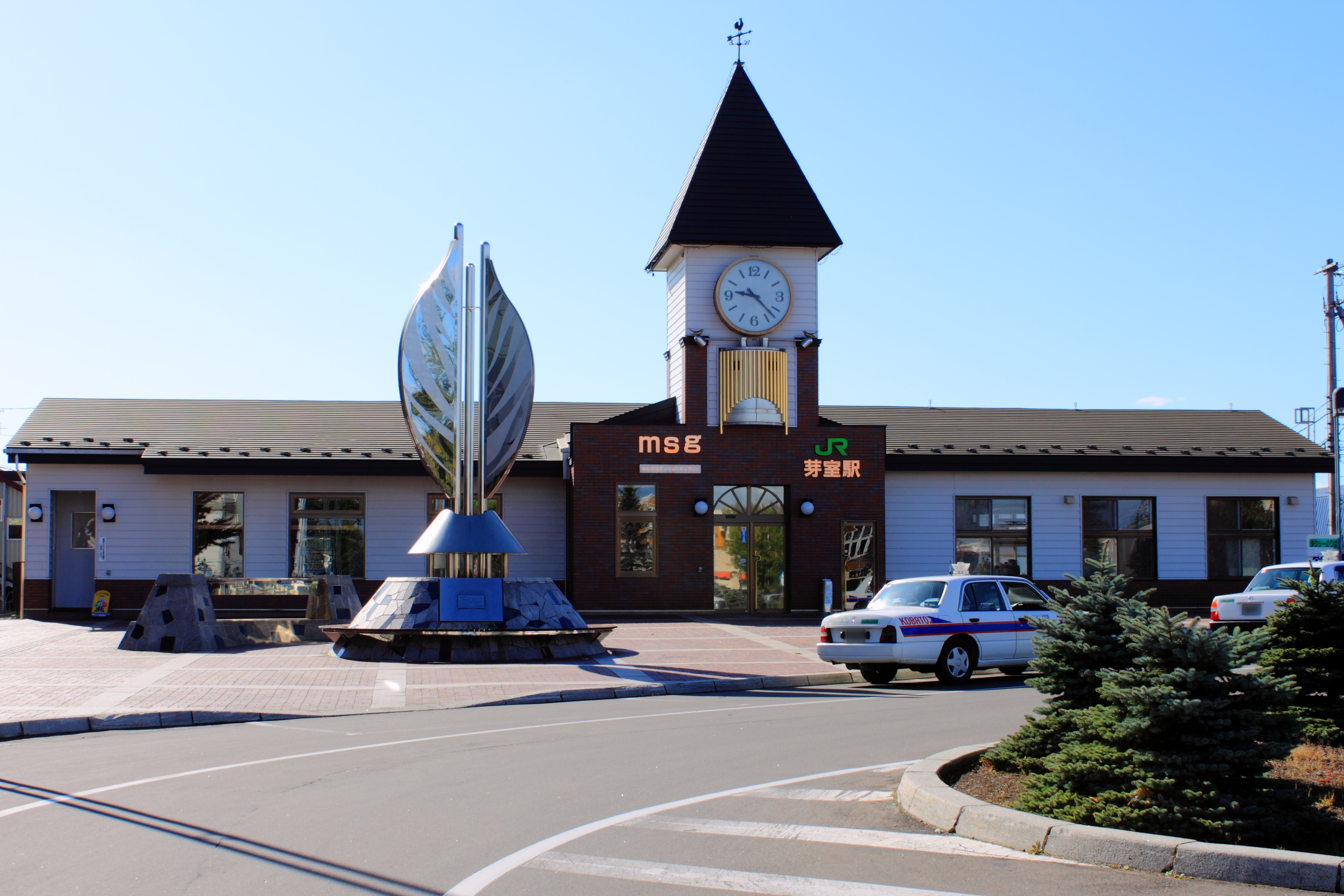
芽室駅（2009年10月）

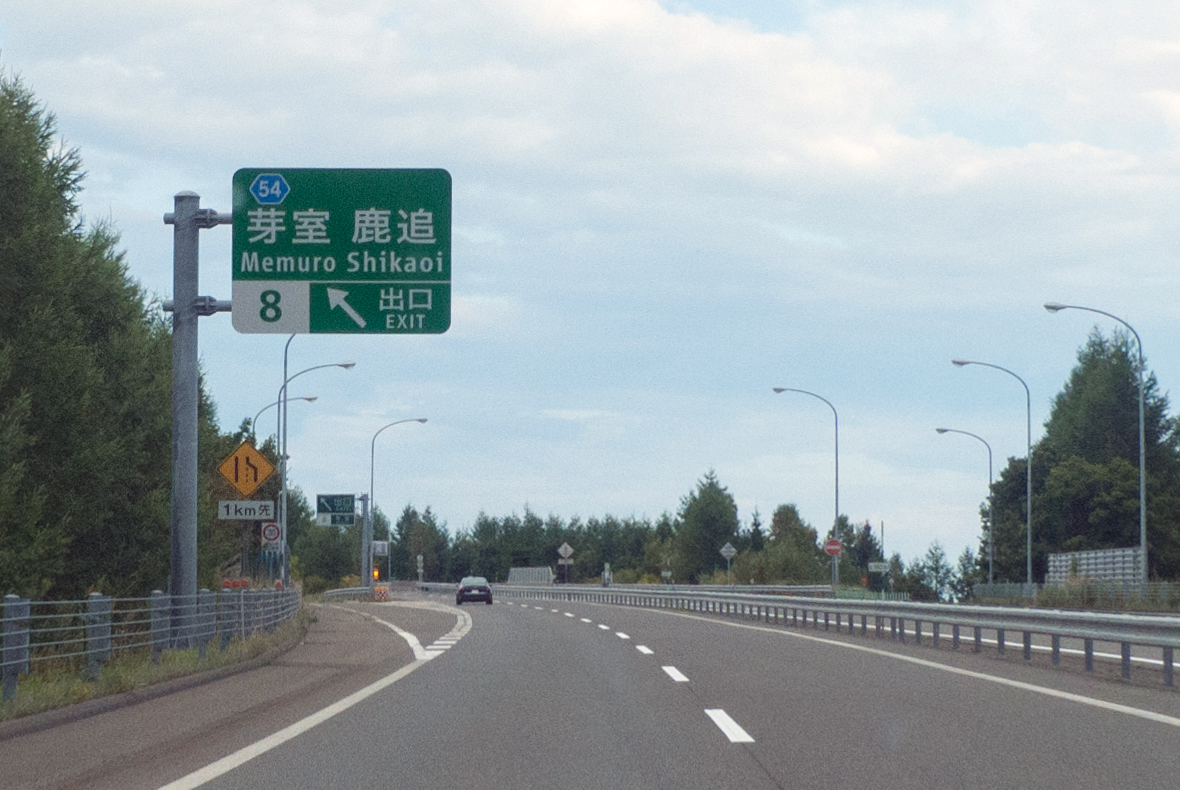
道東道の芽室IC（下り線）付近（2017年9月）

### 鉄道
- 北海道旅客鉄道（JR北海道）
  - 根室本線：芽室駅 - 大成駅

### バス
一般路線バス
- 十勝バス
- 北海道拓殖バス

都市間バス
- 札幌市行
  - 「ポテトライナー」（北海道中央バス、ジェイ・アール北海道バス、北都交通、十勝バス、北海道拓殖バス）
  - 「帯広特急ニュースター号」（北海道バス）
- 旭川市行「ノースライナー」（北海道拓殖バス、道北バス、十勝バス）

### タクシー
- こばとハイヤー
- 帯広ハイヤー
- 東洋タクシー
- まりもハイヤー
- 十勝中央観光タクシー
- 金星釧路ハイヤー帯広支店

### 道路
町内を通る幹線道路は、シーニックバイウェイの「トカプチ雄大空間」、大雪—富良野—十勝を結ぶ「北海道ガーデン街道」になっている。
- 高速道路
  - 道東自動車道（北海道横断自動車道）：十勝平原SA - 芽室IC - 帯広JCT
  - 帯広広尾自動車道：帯広JCT - 芽室帯広IC（帯広市との境界付近にある）
- 一般国道
  - 国道38号
- 都道府県道
  - 北海道道54号東瓜幕芽室線
  - 北海道道55号清水大樹線
  - 北海道道62号豊頃糠内芽室線
  - 北海道道75号帯広新得線
  - 北海道道151号幕別帯広芽室線
  - 北海道道214号川西芽室音更線
  - 北海道道239号熊牛音更線
  - 北海道道317号中美生芽室線
  - 北海道道420号芽室停車場線
  - 北海道道715号芽室東四条帯広線
  - 北海道道734号熊牛御影線
  - 北海道道1152号芽室帯広インター線

## 文化財
町指定
- 天然記念物
  - 芽室公園一帯カシワ林

## 観光地
| - 芽室遺産 - 花菖蒲園 - 芽室公園と柏の木 - 松久園の母屋 - 10線防風林 - 新嵐山展望台からの風景 - 芽室町発祥のゲートボール | - 芽室町ふるさと歴史館「ねんりん」 - めむろ新嵐山スカイパーク（2023年10月10日営業休止） - 帯広カントリークラブ |

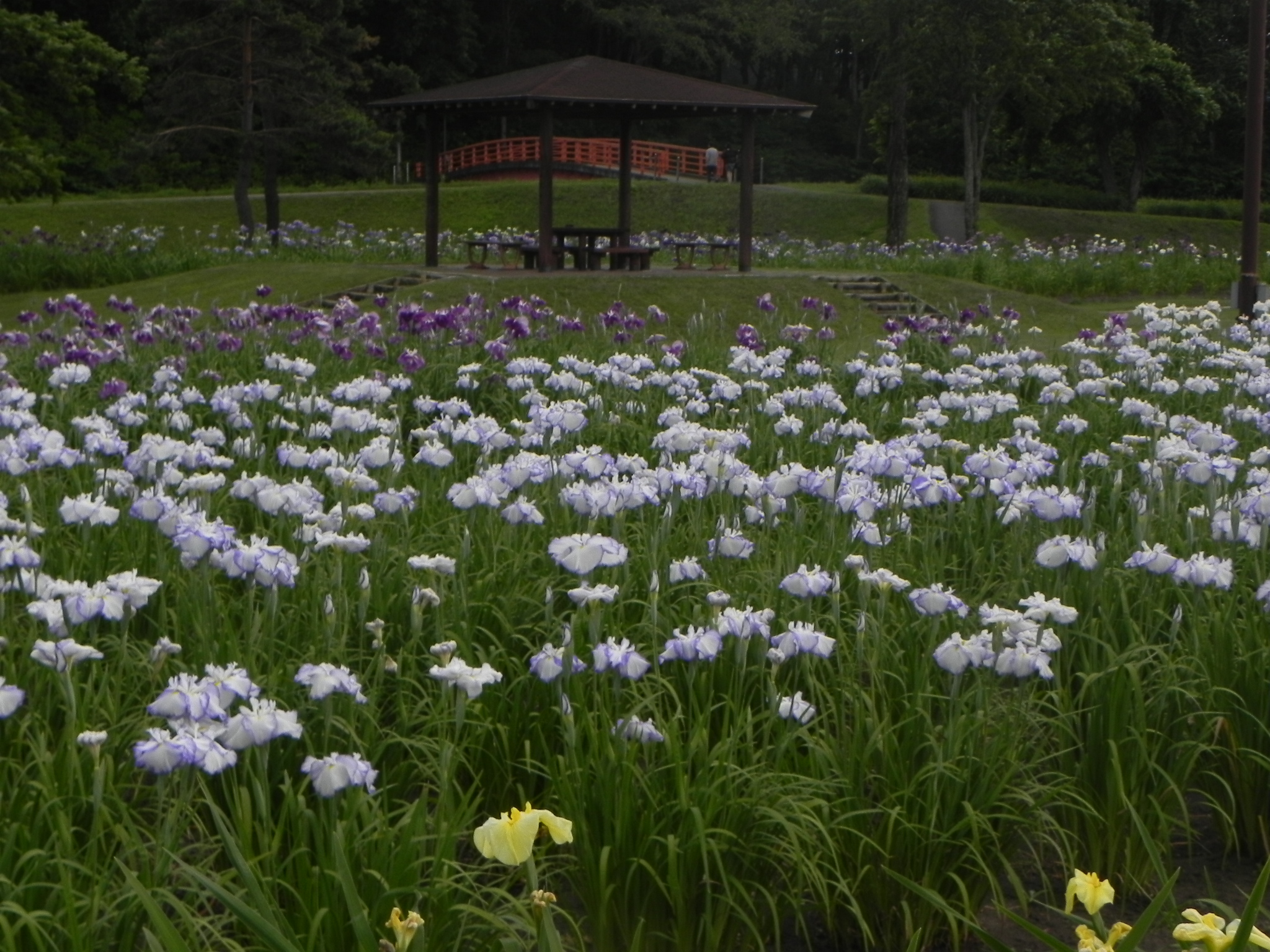
花菖蒲園（2011年7月）

## 祭事・催事

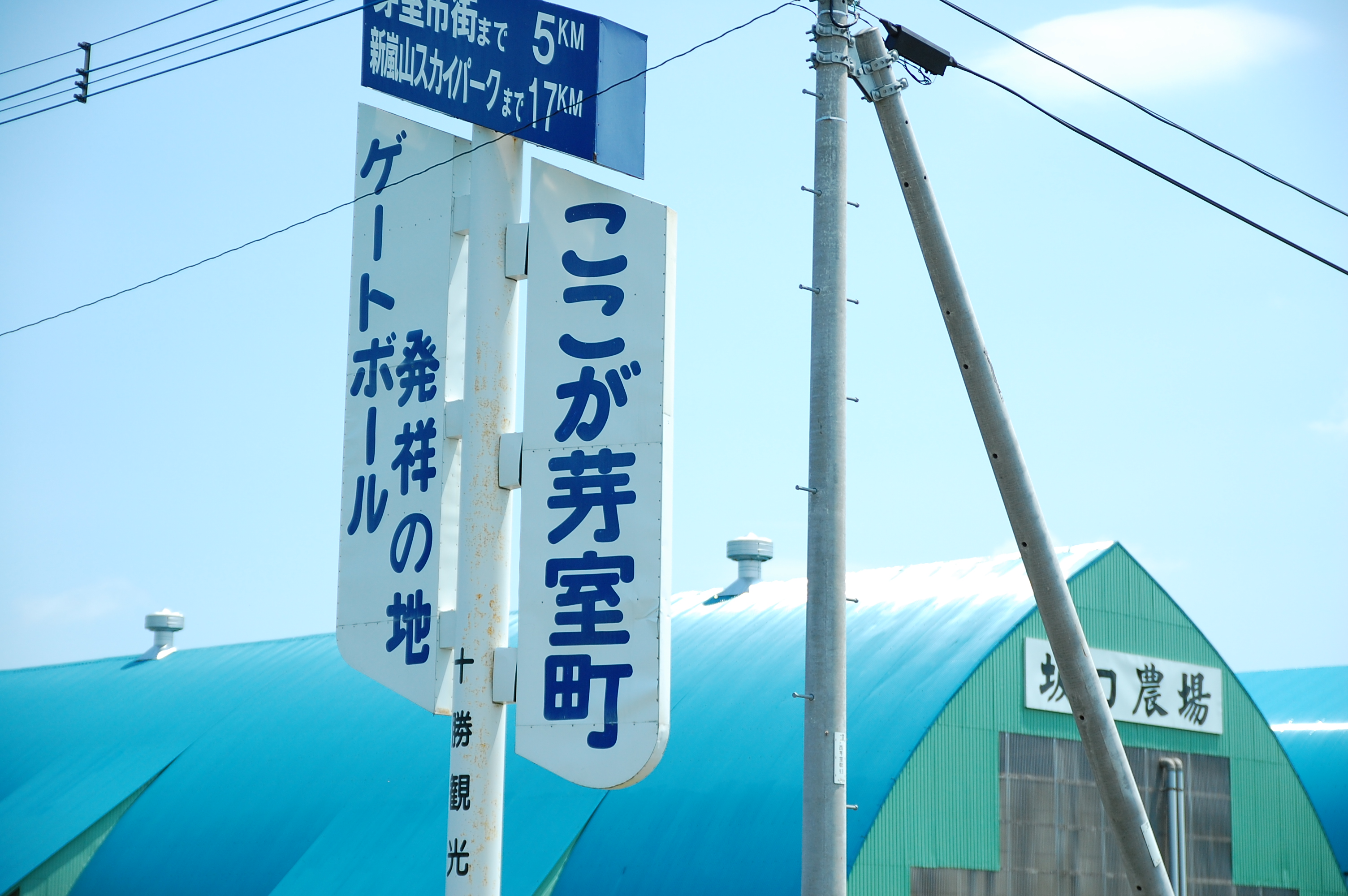
「ゲートボール発祥の地」

芽室町は「ゲートボール」発祥の地であり、1947年（昭和22年）に町内で製パン業を営んでいた鈴木栄治（後に和伸と改名）が戦後の物資不足の中で遊び道具がない子ども達のために「何か健全なスポーツはないものか」と思い、軍隊時代に知ったクロッケーをヒントに｢ゲートボール｣を考案した。町内には「ゲートボール発祥の地」碑があるほか、「芽室町健康プラザ」には屋内ゲートボール場やゲートボール資料室があり、毎年9月には『発祥の地杯全国ゲートボール大会』を開催している。
- めむろの恵みフェスタ（1月下旬 - 2月上旬）
- 氷灯夜（2月上旬）
- 伏美岳山開き（6月中旬）
- めむろ夏フェス（7月下旬）
- 芽室町納涼盆踊大会（8月中旬）
- めむろまちなかマルシェ（8月下旬）
- ふれあい交流まつり（8月下旬）
- 商店街ふれあいまつり（9月上旬）
- 発祥の地杯全国ゲートボール大会（8月下旬 - 9月上旬）
- めむろ収穫感謝祭（11月23日）
- ねんりんフェスティバル（12月上旬）

## 名産・特産
芽室町には豆やスイートコーン（トウモロコシ）をはじめとする新鮮な農産物。ニジマスの加工品、ビート（テンサイ）から作ったオリゴ糖、牛乳や小豆などを使用した菓子などがある。ご当地グルメでは「十勝芽室コーン炒飯」「芽室あんかけ焼きそば」がある。
- 馬鈴薯（ジャガイモ）
- カボチャ
- キャベツ
- ナガイモ
- ゴボウ
- アスパラガス
- タマネギ
- ダイコン
- シイタケ
- ユリ根
- 小麦

## 人物

### 名誉町民
- 諸戸義久[4]
- 前塚茂一[4]
- 柴田桑三郎[4]
- 大村捷三[4]
- 長谷川庄三郎[4]
- 松井幸雄[4]
- 高橋雄之助[4]
- 阿部作治[4]
- 中原孝一[4]

### 町民栄誉賞
- 大乃国康（第62代横綱。年寄・芝田山）
- 永原和可那（女子バドミントン選手）

### 出身人物
50音順
- 阿部諒弥（サッカー選手）
- 上杉春雄（医師、ピアニスト）
- 上田廣一（元検察官、元東京地検特捜部長、元東京高検検事長）[22]
- 宇佐美真希（元NHK帯広放送局キャスター、元宝塚歌劇団宙組所属）
- 大乃国康（第62代横綱。年寄・芝田山）
- 木村俊太（アイスホッケー選手）
- 白鳥一雄（元警部。「白鳥事件」の犠牲者）
- 鈴木豊（プロバスケットボール選手）
- 玉嵐孝平（元大相撲力士）
- 土井槙悟（スピードスケート選手）
- 中島健（元プロボクサー）
- 永原和可那（女子バドミントン選手）
- 矢後太規（大相撲力士）
- 若十勝正雄（元大相撲力士）

### ゆかりのある人物
50音順
- 安住紳一郎（TBSテレビアナウンサー）
- 栗林元二郎（農業教育者。八紘学園創設者）
- 鈴木和伸（経営者。ゲートボール考案）
- 高橋雄之助（政治家。元参議院議員）
- 遠山房吉（篤農家。元衆議院議員）
- 吉田巌（教育者、アイヌ民族研究家）

## 町民憲章・町歌
芽室町民憲章
町歌
- 芽室町歌（昭和24年9月18日制定）[23]